# محمد الأمين الصبيحي
محمد الأمين الصبيحي (1954، سلا) أكاديمي وسياسي وناشط جمعوي مغربي، شغل منصب وزير الثقافة في حكومة بنكيران.

## مسيرته

### نشأته
حصل على دكتوراه في الإحصاء والبحث التطبيقي بجامعة بيير وماري كيري 6 بفرنسا سنة 1982، وفي سنة 1990 على دكتوراه الدولة في العلوم الرياضية تخصص إحصائيات بجامعة ماغيل بمونتريال بكندا.

### مسيرته المهنية
بعدها عمل كأستاذ محاضر في مادة الرياضيات بكلية العلوم بالرباط ما بين 1990 و1995 واستاذا للتعليم العالي بنفس الكلية ما بين 1995 و2005.
عمل ما بين 1990 و1992 مسؤولا عن الشؤون التربوية والتنظيمية في الخلية المكلفة بملف جامعة الأخوين لدى الكتابة الخاصة للملك، كما عمل ما بين 1995 و1996 نائبا لرئيس جامعة الأخوين بإفران.

### مسيرته السياسية
سنة 1975 التحق بحزب التقدم والاشتراكية وهو طالب بكلية العلوم بالرباط. وفي سنة 1995 كان عضوا في اللجنة المركزية للحزب، ثم عضوا في الديوان السياسي سنة 2005.
شغل ما بين 1998 و2000 منصب مدير ديوان وزير التربية الوطنية.